# Raid de la baie de La Sude
 (septembre 2014).
Si vous disposez d'ouvrages ou d'articles de référence ou si vous connaissez des sites web de qualité traitant du thème abordé ici, merci de compléter l'article en donnant les références utiles à sa vérifiabilité et en les liant à la section « Notes et références ».
Seconde Guerre mondiale
Batailles
1940
- Vado
- Siège de Malte
- Club Run
- Convoi Espero
- Mers el-Kébir
- Punta Stilo
- Cap Spada
- Hurry
- Cap Passero
- MB.8
- Tarente
- Détroit d'Otrante
- White
- Cap Teulada

1941
- Excess
- Convoi AN 14
- Grog
- Abstention
- Baie de La Sude
- Cap Matapan
- Îles Kerkennah
- Crète
- Galite
- Substance
- Halberd
- Convoi Duisburg
- Cap Bon
- Syrte (1941)
- Rade d'Alexandrie

1942
- Syrte (1942)
- Calendar
- Bowery
- Albumen
- Harpoon
- Vigorous
- Pedestal
- Agreement
- Torch
- Stoneage
- Sabordage de la flotte française à Toulon
- Portcullis
- Banc de Skerki
- Olterra (navire auxiliaire)
- Raid sur Alger

1943
- Zouara
- Convoi de Cigno
- Convoi de Campobasso
- Corkscrew
- Husky
- Gela
- Scylla
- Pietracorbara
- Dodécanèse
  - Rhodes
  - Leros
  - Kos
- Convoi KMF-25A

1944
- Ist
- Raid sur Santorin
- Raid sur Symi
- Port-Cros
- La Ciotat
- Île de Pag

1945
Mer Ligure
- Convois alliés
  - convois de Malte
- Campagne des U-boote
- Campagne adriatique

Le raid de la baie de La Sude est une opération commando de nageurs de combat de la Xe Flottiglia MAS de la marine royale italienne contre des navires britanniques au mouillage dans la baie de La Sude, en Crète.
Dans la nuit du 25 au 26 mars 1941 un commando de six marins italiens, commandé par le lieutenant de vaisseau Luigi Faggioni, réussit à pénétrer dans la baie de La Sude et à lancer ses vedettes, bourrées d’explosifs, contre des navires britanniques.

## Situation
La baie de La Sude, également appelée baie de Souda, est située sur la côte nord de la Crète (Souda), à l'est de l'isthme de La Canée au sud de la presqu'île d'Akrotiri (Hersonissos Akrotiriou).

## Préambule
À Brindisi, deux contre-torpilleurs italiens, le Crispi  et le Sella, embarquent à leur bord six MTM (Canot explosif MT) « barchini ». Après un voyage sans encombre, ils déposent, à dix nautiques de la baie de La Sude, en Crète, les six MTM et reprennent le chemin de l’Italie.

## L’opération
Le 26 mars 1941, vers deux heures du matin, les six canots abordent l’entrée de la baie.
En file indienne et à faible vitesse, afin de ne pas être trahis par les bruits de moteurs, ils passent deux barrages et plusieurs séries d’obstructions qui ferment la baie. Le troisième barrage au fond de la baie, qui protège les navires au mouillage, se révèle plus difficile, mais les MTM finissent par le contourner peu avant cinq heures.
Après un dernier repérage aux jumelles, le lieutenant de vaisseau Luigi Faggioni (it), qui dirige le raid, assigne à chacun sa cible : deux MTM sur le croiseur lourd HMS York de la Royal Navy, sa cible principale, et deux autres contre le pétrolier Périclès, les deux derniers (dont le sien) en réserve si nécessaire.
À 5 h 15, les vedettes se lancent à pleine vitesse sur leurs cibles. Touché par deux canots, le croiseur York donne immédiatement de la bande et quelques secondes plus tard, une troisième explosion retentit sur le pétrolier Périclès, qui prend feu et laisse échapper son fuel. Le 4e canot s’est échoué.
Ces énormes explosions atteignent trois cargos qui s'enfoncent dans les eaux de la baie. La DCA britannique, croyant à une attaque aérienne, se déchaîne. Le croiseur n’étant pas coulé, Faggioni décide de l’attaquer en compagnie de son dernier équipier. Mais au moment où ils s’élancent, deux des vedettes yougoslaves, Kajmakcalan et Orjen, dont les officiers sont les seuls à avoir compris ce qui se passait, leur coupent la route. Le lieutenant de vaisseau Faggioni rate sa cible et encastre son canot dans la jetée. Le Kajmakcalan détruit le sixième canot au canon de 20 mm.

## Bilan

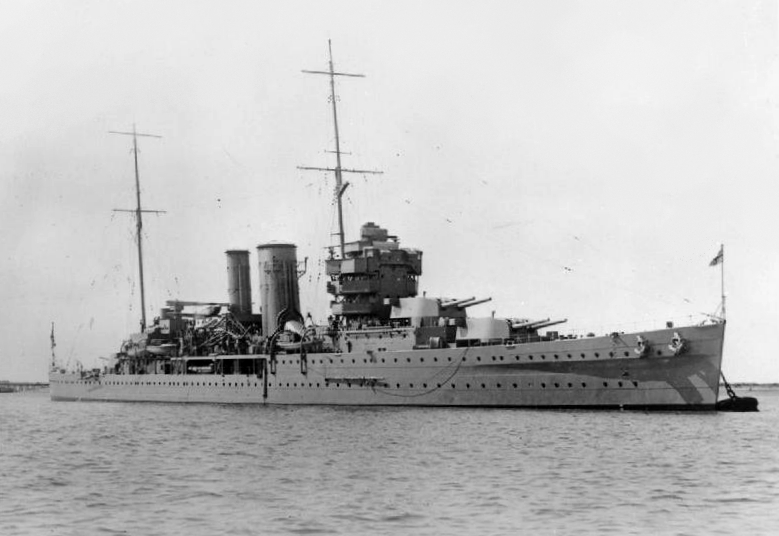
Le croiseur lourd.

Le croiseur lourd HMS York touché est achevé quelques jours plus tard par les Stuka, et le pétrolier grec Périclès, également touché, sombre le 6 juillet pendant son remorquage vers Alexandrie. Trois autres navires sont touchés. Les six pilotes italiens sont vivants, accrochés à leurs radeaux (un seul est blessé) ; ils sont tous rapidement capturés.

## Les membres du commando
- Lieutenant de vaisseau Luigi Faggioni (it),
- Enseigne de vaisseau Angelo Cabrini (it),
- Maître canonnier Alessio De Vito (it),
- Maître mécanicien Tullio Tedeschi (it),
- Second-maître Lino Beccati (it),
- Quartier-maître Emilio Barberi (it)